# Shoot
是一个植物学术语，因其有多种含义，故尚无固定中文译名，在不同语境下译为“嫩枝”、“嫩部”、“芽”、“茎”、“枝”、“梢”、“苗”、“櫱”、“萌”、“条”、“冠”、“地上部”等。中国植物学名词审定委员会经多次讨论后，仍未能确定其合适的译名。

马铃薯地上部分（shoot）与地下部分（根）图示

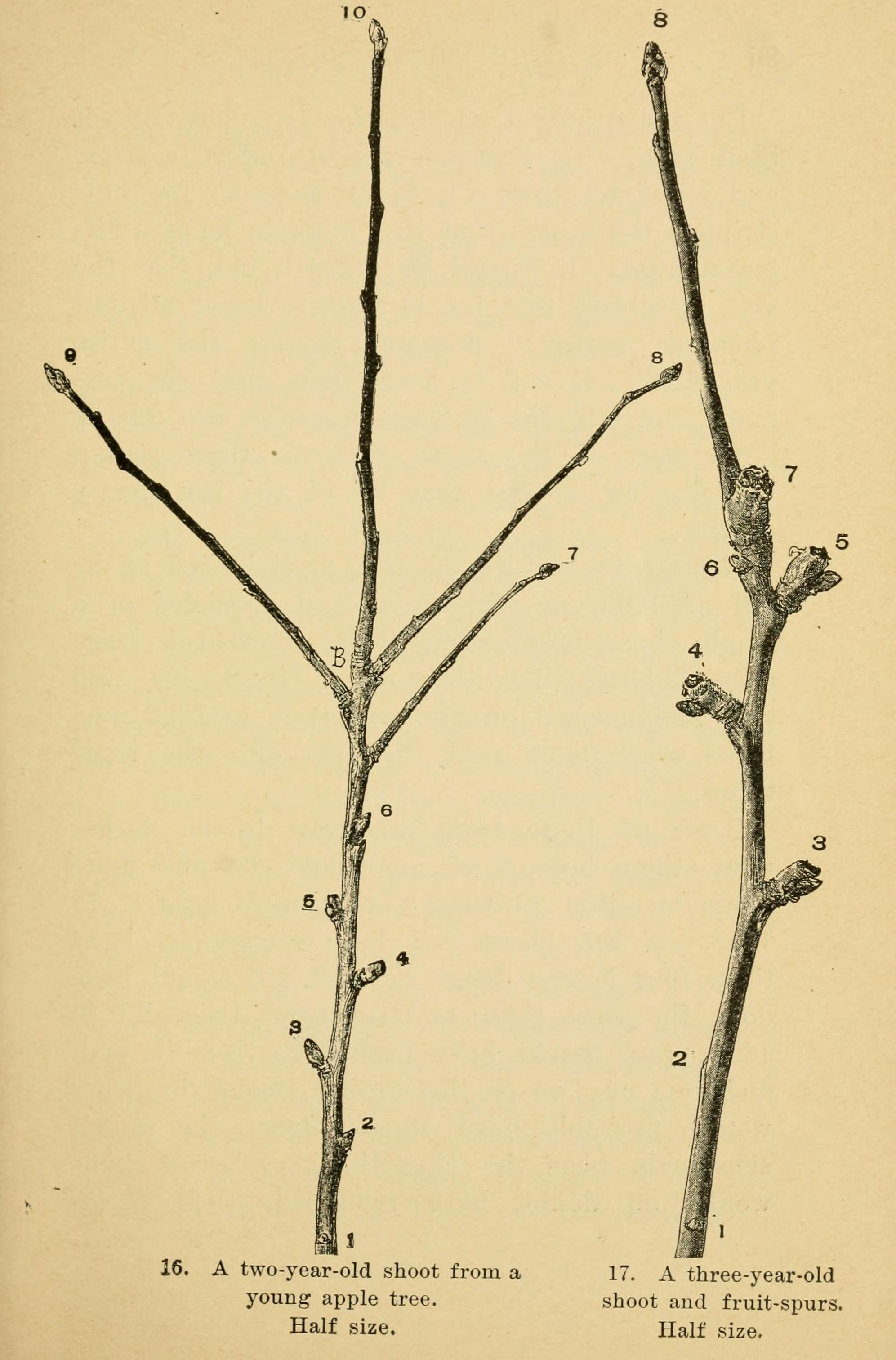
苹果树枝条（shoot）

shoot一词在英文中的一般含义是指嫩枝、嫩芽或植物上其他的新生长物。而在植物学专业论著中，shoot又引申出两种不同的含义：
- 其一是指陆生植物“地上部分的总称”，包括茎、枝、叶以及被子植物的花等，与位于地下的根相对。[2][3]作此种含义时可称为“地上部”[3]，也有学者提出“冠”[4]、“株”[5]、“苗系”[6]、“梗”[7]、“标”[8]等译名。
- 其二是指“木本植物的枝条”，如：长枝（long shoot）、短枝（dwarf shoot）、顶枝（terminal shoot）、基枝（basal shoot）中的shoot即为此含义。[3]

由于含义的不确定，也有学者提出使用音译或另创新汉字的方法翻译shoot，如使用表示地上部分，或用与shoot读音相近的等。